# Шаган (Каспанський сільський округ)
Шага́н (каз. Шаған) — село у складі Кербулацького району Жетисуської області Казахстану. Входить до складу Каспанський сільського округу.
У радянські часи село називалось Ферма № 2 совхоза імені Леніна.
Населення — 111 осіб (2021; 97 у 2009, 127 у 1999, 179 у 1989).